# Campeonato Panamericano de Béisbol Sub-14 de 2001
El Campeonato Panamericano de Béisbol Sub-14 de 2001 con categoría Juvenil A, se disputó en Veracruz, México del 17 al 26 de agosto de 2001. El oro se lo llevó Venezuela por segunda vez.

## Equipos participantes
- Brasil
- El Salvador
- Estados Unidos
- Guatemala
- Honduras
- México
- Nicaragua
- Puerto Rico
- Venezuela

## Resultados
| Posición | Selección      |
| -------- | -------------- |
|          | Venezuela      |
|          | Brasil         |
|          | Estados Unidos |
| 4°       | México         |
| 5°       | Puerto Rico    |
| 6°       | Nicaragua      |
| 7°       | Honduras       |
| 8°       | El Salvador    |
| 9°       | Guatemala      |